# Tribunal correctionnel pour mineurs
Cet article concerne le tribunal correctionnel des mineurs, qui juge les délits les plus graves. Il ne doit pas être confondu avec le tribunal pour enfants.
Le tribunal correctionnel pour mineurs était, en France, une juridiction du tribunal de grande instance, instaurée le 1er janvier 2012, qui jugeait les délits punis d'au moins 3 ans d'emprisonnement et commis par des mineurs récidivistes de plus de 16 ans (au moment des faits).
Le tribunal correctionnel pour mineurs avait le pouvoir de prononcer des peines, des mesures et des sanctions éducatives. 
Il existait 154 tribunaux correctionnels pour mineurs : ceux-ci étaient situés dans chaque tribunal de grande instance où se trouve un tribunal pour enfants.
Conformément aux engagements du Président de la République François Hollande, les tribunaux correctionnels pour mineurs ont été supprimés le 1er janvier 2017.

## Composition
Le tribunal est présidé par un juge des enfants assisté de deux autres magistrats.